# Werkendam
Werkendam – miasto i dawna gmina, obecnie w gminie Altena, w prowincji Brabancja Północna w Holandii. Populacja w lutym 2014 wyniosła 26 379 mieszkańców. 
Na mocy decyzji rad gmin Aalburg, Werkendam i Woudrichem z 26 stycznia 2016 roku, te trzy gminy połączyły się, tworząc od 1 stycznia 2019 roku nową gminę Altena.
W pobliżu Werkendam, w Dussen, znajduje się zamek Dussen zbudowany w XV wieku. W regionie znajduje się także wiele wiatraków wodnych. W Werkendam można uprawiać wszelkie rodzaje sportów wodnych. Na skraju Parku Narodowego Biesboch leży słynne Biesboschmuseum, gdzie można poznać pięć wieków historii tej niegdyś największej delcie słodkowodnej w Europie Zachodniej. Jest on poświęcony historii rybołówstwa. W muzeum omawiany jest również temat II wojny światowej. 

## Topografia

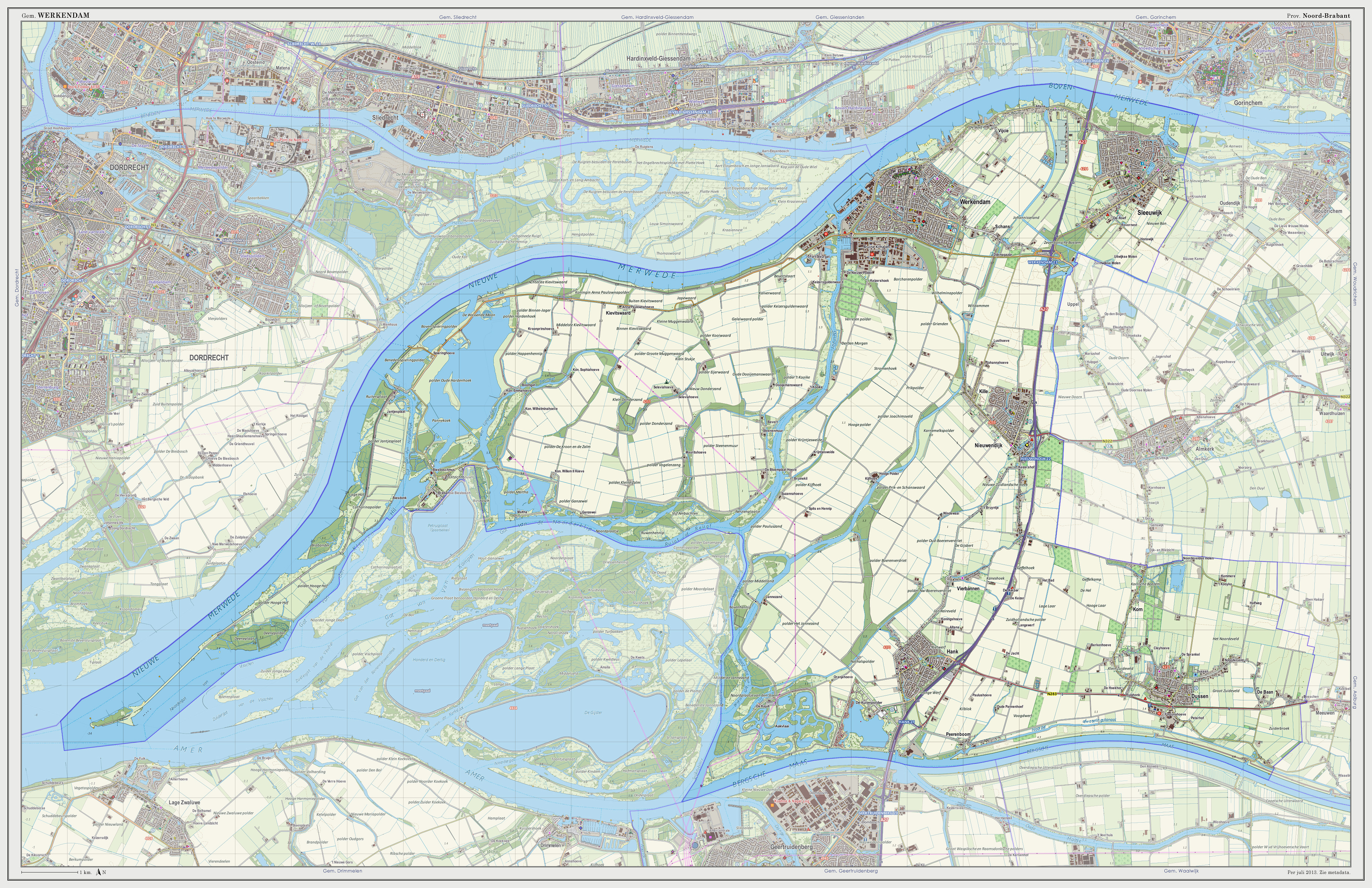
Holenderska mapa topograficzna, 2013.